# Jalea

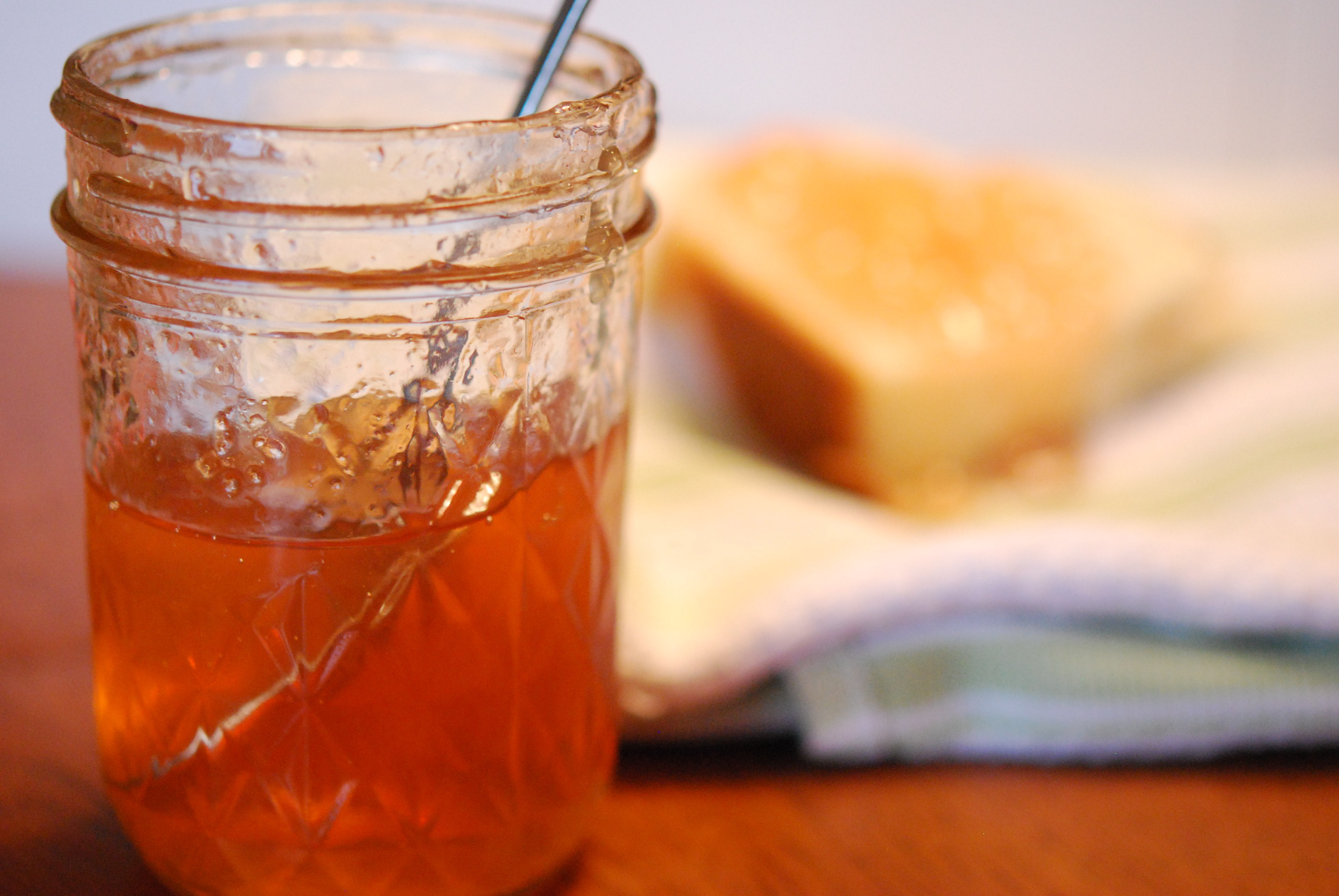
Jalea de manzana

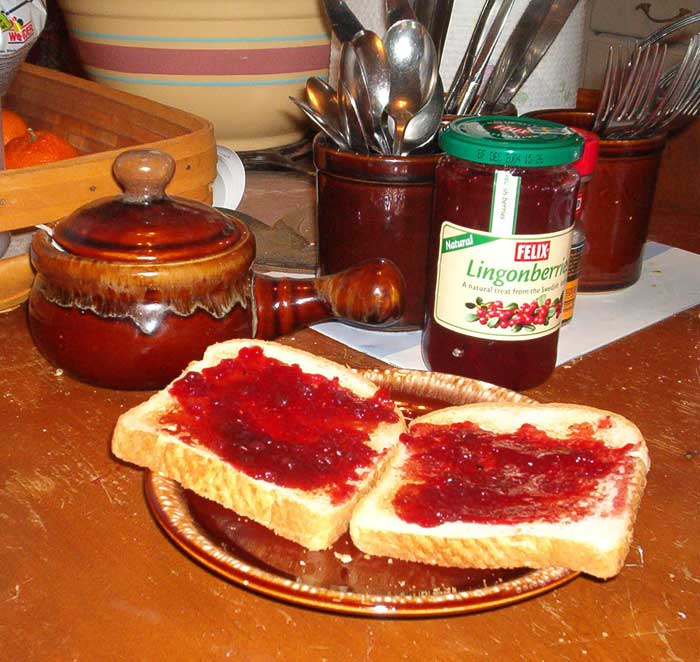
Jalea de arándanos rojos sobre tostadas.

La jalea (galicismo de gelée) es una confitura que se obtiene a partir de jugo de frutas u hortalizas filtrado y concentrado con añadido de azúcares. A diferencia de la mermelada, no contiene partículas observables a simple vista. Su consistencia es gelatinosa y firme, y los sólidos no solubles constituyen al menos el 65% de su composición.
Para su elaboración se puede añadir gelatina o pectina. Los geles alimenticios dulces incluyen los postres gelatinosos, como el Jell-O y manjar blanco (también conocido como blancmange o jamón de frutas). Los geles alimenticios salados incluyen el aspic o gelatina plana.
Son preparaciones a base de cáscara de frutas, ricas en pectina, cocidas con azúcar, de consistencia espesa pero transparente. Para extraer esos jugos, ni se pelan las piezas ni se eliminan corazón y pepitas. Solo se lavan y trocean cuando resulte necesario. Hecho esto, se cuecen, con o sin agua, para ablandarlas y facilitar la extracción del jugo. Después se aplastan y cuelan.